# Formula One eSports Series
Formula One eSports Series – profesjonalna seria e-sportowa, promowana przez Formułę 1.

## Historia
Do e-sportowych zawodów o tematyce sportów motorowych, powstałych przed Formula One eSports Series, wliczają się Nissan GT Academy, World's Fastest Gamer (inicjatywa McLarena) oraz eRace Vegas 2017 – e-sportowy wyścig Formuły E. Zawiązanie e-sportowej serii o tematyce Formuły 1 nastąpiło 21 sierpnia 2017 roku. Seria była wynikiem współpracy Formuły 1, Codemasters oraz Gfinity. Kwalifikacje do pierwszego sezonu rozpoczęły się we wrześniu. Mistrz serii zapewniał sobie miejsce w półfinale sezonu 2018 oraz profil w grze F1 2018.

## Format
W 2017 roku seria podzielona była na trzy etapy: kwalifikacje, półfinały i finał. Kwalifikacje trwały miesiąc i miały na celu wyłonienie 40 najlepszych kierowców. Półfinały odbywały się w dniach 10–11 października w Londynie i wyłaniały 20 kierowców, którzy uczestniczyli w finale. Finał składał się z trzech wyścigów i odbywał się podczas Grand Prix Abu Zabi.

## Mistrzowie
| Sezon | Gra     | Mistrz kierowców | Mistrz konstruktorów          | Źródło |
| ----- | ------- | ---------------- | ----------------------------- | ------ |
| 2017  | F1 2017 | Brendon Leigh    | nie rozgrywano                | [ 2 ]  |
| 2018  | F1 2018 | Brendon Leigh    | Mercedes-AMG Petronas Esports | [ 3 ]  |
| 2019  | F1 2019 | David Tonizza    | Red Bull Racing Esports       | [ 4 ]  |
| 2020  | F1 2020 | Jarno Opmeer     | Red Bull Racing Esports       | [ 5 ]  |
| 2021  | F1 2021 | Jarno Opmeer     | Mercedes-AMG Petronas Esports | [ 6 ]  |
| 2022  | F1 22   | Lucas Blakeley   | McLaren Shadow                | [ 7 ]  |